# Puchar CAF
Puchar CAF, ang. CAF Cup, rozgrywki pucharowe dla klubów z krajów należących do federacji CAF (Afryka), wzorowane na europejskich rozgrywkach o Puchar UEFA. Został założony w 1992 i do 2003 walczono o trofeum Moshooda Abioli. W 2004 roku nastąpiło połączenie rozgrywek o Puchar CAF i Puchar Zdobywców Pucharów CAF w jeden Afrykański Puchar Konfederacji.

## Zdobywcy Pucharu CAF
1992 – Shooting Stars ( Nigeria)

1993 – Stella Abidżan ( Wybrzeże Kości Słoniowej)

1994 – Bendel Insurance ( Nigeria)

1995 – Étoile Sportive du Sahel( Tunezja)

1996 – Kawkab AC Marrakesz ( Maroko)

1997 – Espérance Tunis ( Tunezja)

1998 – CS Sfaxien ( Tunezja)

1999 – Étoile Sportive du Sahel ( Tunezja)

2000 – JS Kabylie ( Algieria)

2001 – JS Kabylie ( Algieria)

2002 – JS Kabylie ( Algieria)

2003 – Raja CA Casablanca ( Maroko)

Państwa zwycięzców

 Tunezja – 4 razy

 Algieria – 3 razy

 Maroko – 2 razy

 Nigeria – 2 razy

 Wybrzeże Kości Słoniowej – 1 raz

Państwa finalistów

 Tunezja – 6 razy

 Algieria – 3 razy

 Maroko – 3 razy

 Nigeria – 2 razy

 Angola – 2 razy

 Kamerun – 2 razy

 Wybrzeże Kości Słoniowej – 1 raz

 Egipt – 1 razy

 Gwinea – 1 raz

 Senegal – 1 raz

 Tanzania – 1 raz

 Uganda – 1 raz